# Орден Тришакти Патта
Орден Трёх божественных сил (непальск. त्रिशक्ति पट्ट) — государственная награда королевства Непал.

## История
Орден учрежден 27 ноября 1937 года королём Трибхуваном с целью награждения гражданских и военных лиц за выдающиеся заслуги перед страной.
Орденом 1 класса была награждена первая женщина-космонавт Валентина Терешкова.

## Степени
Орден имеет пять классов и медаль, а также специальные степени для короля и гроссмейстера.
- Кавалер ордена 1 класса — знак ордена на чрезплечной ленте и звезда
- Кавалер ордена 2 класса — знак ордена на шейной ленте и звезда
- Кавалер ордена 3 класса — знак ордена на шейной ленте
- Кавалер ордена 4 класса — знак ордена на нагрудной ленте
- Кавалер ордена 5 класса — знак ордена без эмалей на нагрудной ленте
- Медаль ордена

## Описание

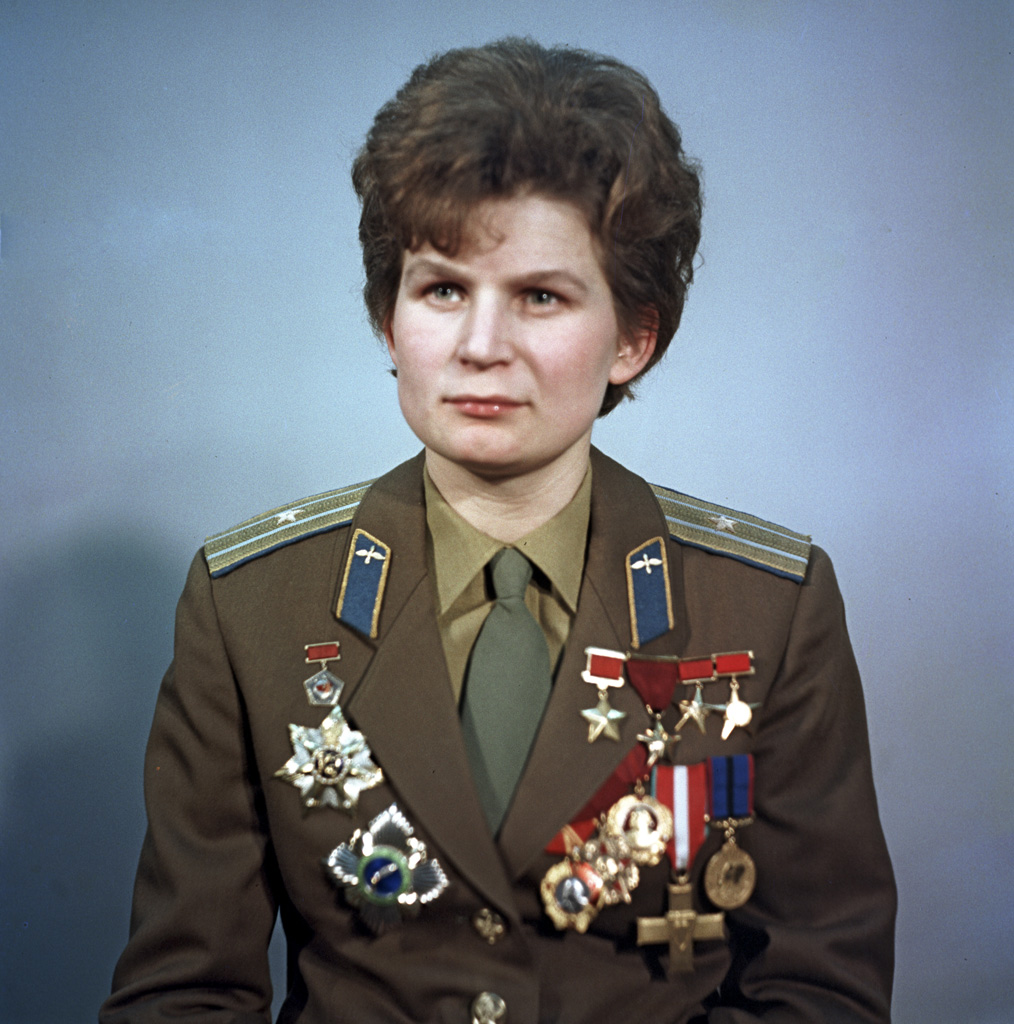
Валентина Терешкова с Звездой ордена 1 класса (слева, нижняя)

Знак ордена — шестиконечная звезда с круглым медальоном в центре. Лучи звезды образуются из двух соприкасающихся остриями кукри, которые образуют кайму луча звезды — внутри луч залит эмалью зелёного цвета. Внешняя кайма круглого медальона также состоит из шести кукри, которые образуют кольцо, соприкасаясь друг с другом то рукоятями, то остриями. Круглый медальон синей эмали с каймой зелёной эмали. В центре медальона серебряное изображение кукри. На кайме надпись на непальском языке.
Знак при помощи кольца крепится к орденской ленте.
Звезда ордена 1 класса серебряная четырёхконечная, лучи которой состоят из девяти разновеликих заострённых лучиков. Между лучами штралы, состоящие из пяти разновеликих прямоугольных лучиков. В центре звезды круглый медальон синей эмали с каймой зелёной эмали. В центре медальона серебряное изображение кукри. На кайме надпись на непальском языке.
Звезда ордена 2 класса отличается от звезды ордена 1 класса отсутствием прямоугольных штралов между лучами.
Знак ордена 5 класса серебряный, но не имеет цветных эмалей.
Лента ордена тёмно-синего цвета с широкими полосками белого цвета по краям, в центре которых проходит тонкая зелёная полоска.